# トンカマメ属
トンカマメ属は、木や低木になる9種の植物を含む属である。マメ科のマメ亜科 に属する。
この属は中南米とカリブ海地域に自生する。以前は近縁属であるタラレア属（Taralea）が本属に含まれていた。
この属の最も大きい木々は、熱帯雨林の超出木を構成する種である。バル (Dipteryx alat)は、ブラジルのカンポ・セハードでは危急種である。

## 利用
- Dipteryx odorataは、香りの良いトンカ豆が採取できる事から栽培されている。
- バル (Dipteryx alat)の種や実は、食糧や飼料に利用される。
- いくつかの種は、木材として利用される

## 下位分類（種）一覧
Dipteryxの種一覧:
- Dipteryx alata Vogel—Baru
- Dipteryx lacunifera Ducke
- Dipteryx magnifica (Ducke) Ducke
- Dipteryx micrantha Harms
- Dipteryx odorata (Aubl.) Willd.—トンカ豆、クマル
- Dipteryx oleifera Benth.
- Dipteryx polyphylla Huber
- Dipteryx punctata (S.F.Blake) Amshoff
- Dipteryx rosea Benth.